# 三焦
三焦是中醫學範疇中六腑之一，又名「決瀆之官」，為上焦、中焦、下焦三者的統稱；對應的臟為心包。「焦」古作「膲」，為皮下、肌間紋理之意。過去英文意譯成「Three warmer」、「Triple warmer」、「Triple burner」，理由是與身體代謝有關。

## 功能描述
根據《素問·靈蘭秘典》：「三焦者、決瀆之官、水道出焉。」遍佈在人體胸腔及腹腔，是血氣、津液運行至五臟六腑的途徑，故此，三焦與其他腑器不同，並無實體，明確位置亦有不同的說法及見解；亦有認為三焦對應解剖學的內分泌系統。然而，三焦與個別臟腑之間的關係極為密切，可以用來調整及輔助臟腑的機能，所以三焦亦可說是臟腑的「外府」與「外衛」。
三焦的狀態各有不同，按《靈樞·營衛生會》：「上焦如霧，中焦如漚、下焦如瀆。」可見三焦狀態之異。
三焦通暢，則水液及氣機運行暢順無阻；相反便會引致氣化功能失調，影響各個臟腑間的週節機能，導致各個相關臟腑的病變。
三焦如同其他臟腑，具有相應的正經——手少陽三焦經。

## 位置
上焦位於橫膈膜以上的部份，包括心、肺。所謂「上焦如霧」，指的是上焦的宣發功能，令血氣及津液如霧氣般散發全身。
中焦位於橫膈膜以下，肚臍以上的位置，包括肝、胆、脾、胃。當脾胃運化及腐熟食物時，水穀會被分解消化，如化為泡沫的過程，故稱「中焦如漚」，其中「漚」是指中焦的消化功能。
下焦位於肚臍以下，包括腎、小腸、大腸及膀胱。「下焦如瀆」，指的是下焦排泄濁物的功能。

## 功用
李時珍於《本草綱目》中曾說：「上焦主納，中焦主化，下焦主出」。可見三焦關係到水穀的整個消化過程，支配水穀的受納、吸收及排泄。三焦各部份的功用如下：
上焦根據《難經·三十一難》，上焦「主納而不出」，進食的食物經胃化生成精氣，通過脾轉化為精，再上輸至心肺，再把精氣散於全身。《素問·營衛生會》：「上焦如霧」，指的正是精氣如霧氣般瀰漫全身的情況。
中焦
下焦

## 相關病症
由於三焦負責提供通道，三焦的疾病會引致體內的水液循環出現阻礙，引致水腫或小便不利。

## 現代醫學
最新發現的間隙組織 (Interstitium)的功能與中醫學的三焦類似

## 外部連結
- Structure and Distribution of an Unrecognized Interstitium in Human Tissues（页面存档备份，存于）
- 三焦 （页面存档备份，存于） 中藥方劑圖像數據庫 (香港浸會大學中醫藥學院) （中文）（英文）
- 上焦 （页面存档备份，存于） 中藥方劑圖像數據庫 (香港浸會大學中醫藥學院) （中文）（英文）
- 中焦 （页面存档备份，存于） 中藥方劑圖像數據庫 (香港浸會大學中醫藥學院) （中文）（英文）
- 下焦 （页面存档备份，存于） 中藥方劑圖像數據庫 (香港浸會大學中醫藥學院) （中文）（英文）
- 水腫 （页面存档备份，存于） 中藥方劑圖像數據庫 (香港浸會大學中醫藥學院) （中文）（英文）
- 小便黃赤 （页面存档备份，存于） 中藥方劑圖像數據庫 (香港浸會大學中醫藥學院) （中文）（英文）
- 小便短赤 中藥方劑圖像數據庫 (香港浸會大學中醫藥學院) （中文）（英文）
- 小便頻數 中藥方劑圖像數據庫 (香港浸會大學中醫藥學院) （中文）（英文）
- 小便不利 中藥方劑圖像數據庫 (香港浸會大學中醫藥學院) （中文）（英文）
- 小便澀痛 中藥方劑圖像數據庫 (香港浸會大學中醫藥學院) （中文）（英文）
- 小便赤澀 中藥方劑圖像數據庫 (香港浸會大學中醫藥學院) （中文）（英文）